# Aï (album)
Pour les articles homonymes, voir AI.
Albums de Jacques Higelin
Higelin au Casino de Paris
(1983) Higelin à Bercy
(1986)
Singles
Aï est un double album vinyle et le neuvième album studio de Jacques Higelin, sorti le 21 octobre 1985.
Il est édité en un seul CD de seize titres. Il existe également, à tirage limité, un picture-disc vinyle simple de cet album (dix titres).
Il est produit par Laurent Thibault et le chanteur québécois Michel Pagliaro. Il a été enregistré au château d'Hérouville, au studio Longueville, à Torre de la Reina (Espagne) et au studio Pathé.

## Chansons
| 1. | Jack in the Box        | 3:41 |
| 2. | Slim Black Boogie      | 4:21 |
| 3. | Fiche anthropométrique | 3:25 |
| 4. | Cult Movie             | 3:46 |

| 1. | Cap'tain dodécaphonique dada | 3:50 |
| 2. | Excès de zèle                | 3:04 |
| 3. | Coup de lune                 | 4:14 |
| 4. | Broadway                     | 4:04 |

| 1. | Mamy                    | 3:17 |
| 2. | Adios                   | 4:02 |
| 3. | La Croisade des enfants | 4:17 |
| 4. | Je ne sais              | 3:07 |

| 1. | Aï            | 3:19 |
| 2. | Laura Lorelei | 4:23 |
| 3. | Serre-moi     | 3:00 |
| 4. | Victoria      | 4:40 |

## Musiciens
Les musiciens varient beaucoup selon les morceaux, on retrouve principalement :
- Jacques Higelin : claviers et voix
- Patrick Gauthier : claviers (A1, A2, A3, B3, B4, C3, D4)
- Alain et Yvon Guillard : cuivres (A1, A2, A4, C3)
- Bernard Paganotti : basse (A1, B4)
- Éric Serra : basse (A2, A4, C3, C4, C1, C2, C3, D1, D3, D4)
- Simon Boissezon : guitare électrique et acoustique (A4, C1)
- Pierre Chérèze : guitare électrique (C2, D3)
- Jean M'Ba : guitare acoustique (D3, D4)
- Manfred Kovacic : synthés, saxophones (A1, B1, C4, D1, D2)
- Amaury Blanchard : batterie (A4, D3, D4)
- Michel Santangelli : batterie (B2, C2, C3)
- Participation de la chorale des Petits Ecoliers Chantants de Bondy (C3)
- Michael Suchorski : batterie (A1, B4,)
- Pier Alessandri : batterie, programmation rythmique (B3, C4), enregistrements
- Emmanuel Roche : percussions (A1, B1, C3, D2)
- Diabolo : harmonica (B4, C1)
- Manu Lacordaire : percussions (A2, D4)
- Dominique Mahut : percussions (B4, D1)
- Laurent Thibault : enregistrements, production